# ملاعباسی
ملاعباسی، روستایی از توابع بخش مرکزی شهرستان قلعه‌گنج در استان کرمان ایران است.

## جمعیت
این روستا در دهستان قلعه گنج قرار دارد و براساس سرشماری مرکز آمار ایران در سال ۱۳۸۵، جمعیت آن زیر سه خانوار بوده‌است.